# Lijst van trainers van KV Oostende
Deze lijst omvat de voetbalcoaches die de Belgische club KV Oostende hebben getraind vanaf 1981 tot op 2024.

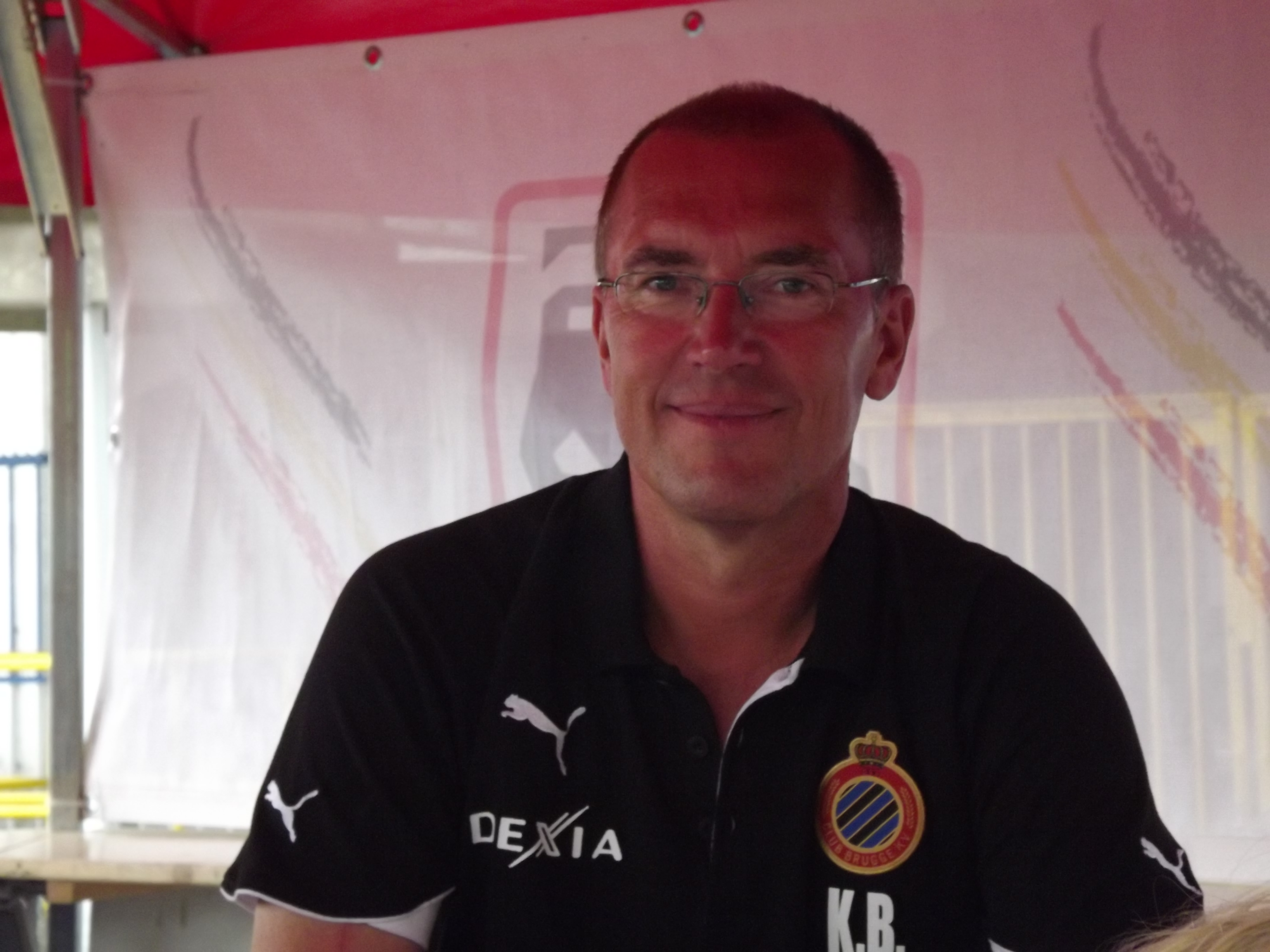
De Deen Kenneth Brylle was twee jaar lang trainer van KV Oostende.

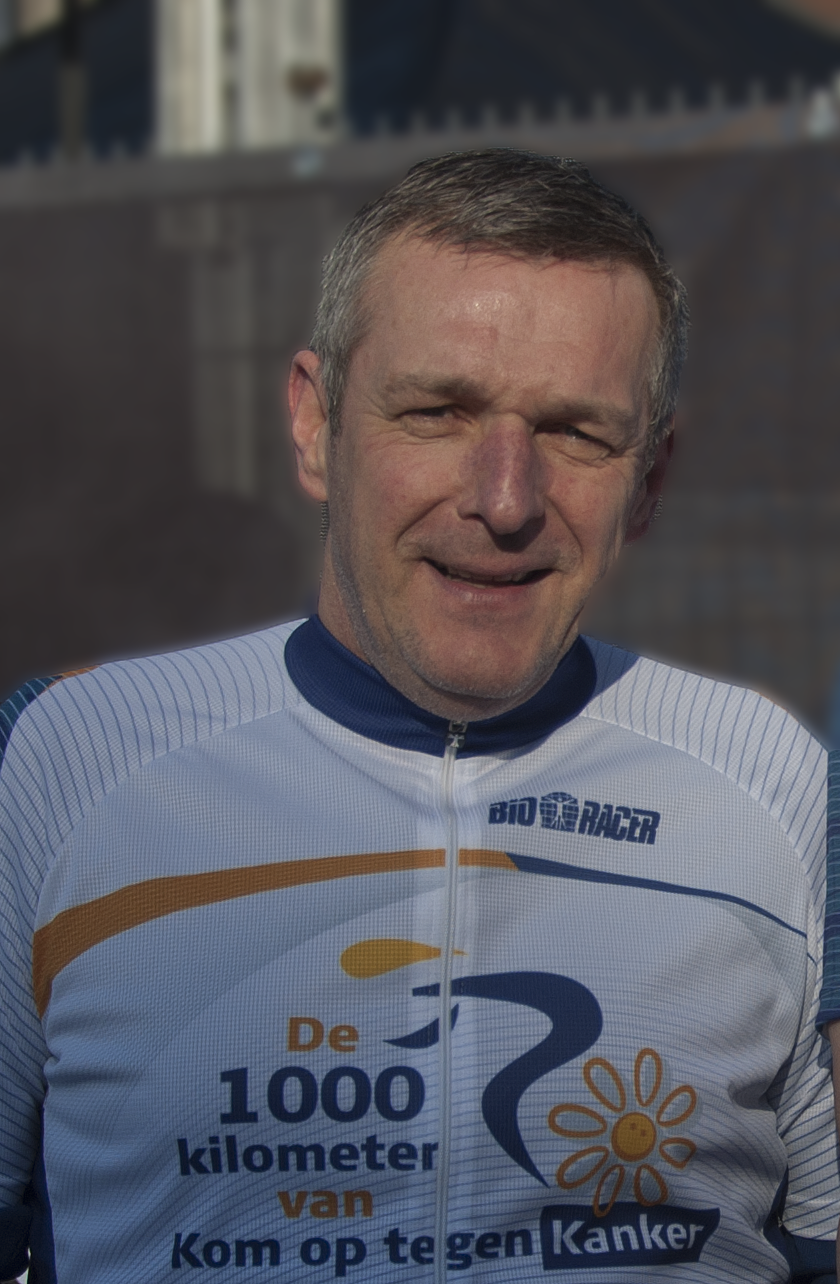
Leo Van der Elst was van 1999 tot 2000 trainer van Oostende.

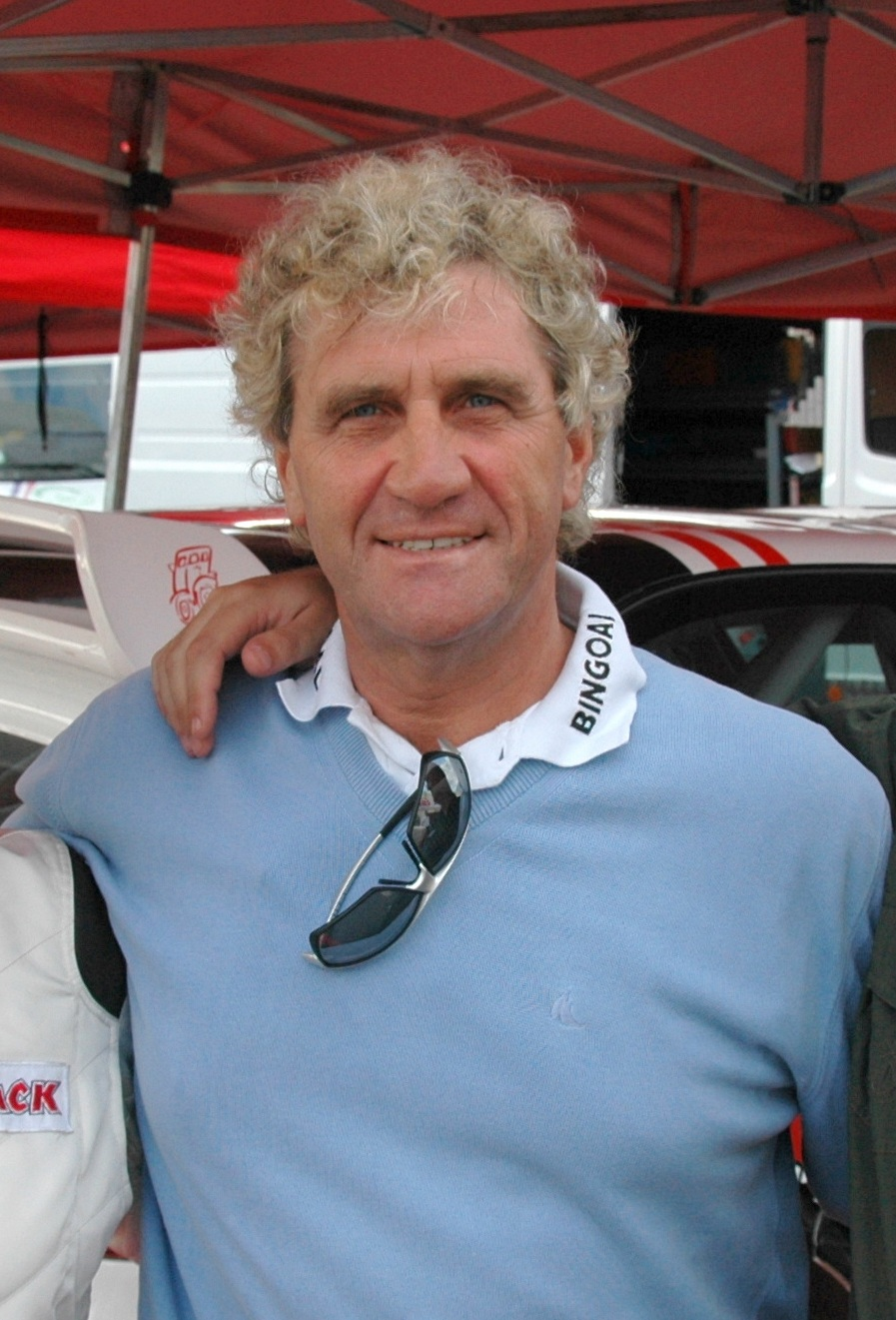
Gewezen Gouden Schoen Jean-Marie Pfaff was in het seizoen 1998/99 enkele maanden trainer van KV Oostende. De club speelde toen in eerste klasse.

| Seizoen | Trainer(s) |
| ------- | --- |
| 2023/24 | Jamath Shoffner(tot einde seizoen) Michiel Jonckheere (tot 14 januari 2024) Stijn Vreven (tot 11 december 2023) |
| 2022/23 | Dominik Thalhammer Yves Vanderhaeghe (tot 31 oktober 2022)                                                      |
| 2021/22 | Yves Vanderhaeghe Alexander Blessin (tot 19 januari 2022)                                                       |
| 2020/21 | Alexander Blessin                                                                                               |
| 2019/20 | Adnan Čustović Dennis van Wijk (tot 2 maart 2020) Kåre Ingebrigtsen (tot 27 december 2019)                      |
| 2018/19 | Franky Van der Elst Hugo Broos (tot 29 april 2019) Gert Verheyen (tot 6 maart 2019)                             |
| 2017/18 | Adnan Čustović Yves Vanderhaeghe (tot 19 september 2017)                                                        |
| 2016/17 | Yves Vanderhaeghe                                                                                               |
| 2015/16 | Yves Vanderhaeghe                                                                                               |
| 2014/15 | Frederik Vanderbiest                                                                                            |
| 2013/14 | Frederik Vanderbiest                                                                                            |
| 2012/13 | Frederik Vanderbiest                                                                                            |
| 2011/12 | Frederik Vanderbiest                                                                                            |
| 2010/11 | Frederik Vanderbiest Thierry Pister (tot 13 februari 2011)                                                      |
| 2009/10 | Thierry Pister                                                                                                  |
| 2008/09 | Thierry Pister Jean-Pierre Vande Velde (tot 4 maart 2009)                                                       |
| 2007/08 | Kurt Bataille Dennis van Wijk (tot december 2007) Gaby Demanet (tot november 2007)                              |
| 2006/07 | Edin Ramcic Willy Wellens (tot 27 februari 2007)                                                                |
| 2005/06 | Rik Vande Velde                                                                                                 |
| 2004/05 | Herman Vermeulen Gilbert Bodart (tot 10 januari 2005)                                                           |
| 2003/04 | Gilbert Bodart                                                                                                  |
| 2002/03 | Raoul Peeters Kenneth Brylle (tot 7 maart 2003)                                                                 |
| 2001/02 | Kenneth Brylle                                                                                                  |
| 2000/01 | Kenneth Brylle Luc Devroe (ad interim tot 22 maart 2001) Leo Van der Elst (tot 27 november 2000)                |
| 1999/00 | Leo Van der Elst                                                                                                |
| 1998/99 | Ronni Brackx (ad interim) Jean-Marie Pfaff (tot 4 februari 1999) Dennis van Wijk (tot 28 oktober 1998)          |
| 1997/98 | Dennis van Wijk                                                                                                 |
| 1996/97 | Dennis van Wijk                                                                                                 |
| 1995/96 | Urbain Haesaert                                                                                                 |
| 1994/95 | Ronni Brackx (ad interim) Raoul Peeters (tot april 1995)                                                        |
| 1993/94 | Raoul Peeters                                                                                                   |
| 1992/93 | Raoul Peeters                                                                                                   |
| 1991/92 | Raoul Peeters                                                                                                   |
| 1990/91 | Raoul Peeters Bram van Kerkhof (tot 26 november 1990) Walter Butseraen (tot oktober 1990)                       |
| 1989/90 | James Storme |
| 1988/89 | James Storme Freddy Maeckelberghe                                                                               |
| 1987/88 | Freddy Maeckelberghe                                                                                            |
| 1986/87 | Luc Sanders |
| 1985/86 | Chris Desmet |
| 1984/85 | Chris Desmet |
| 1983/84 | Ned Bulatović                                                                                                   |
| 1982/83 | Ned Bulatović                                                                                                   |
| 1981/82 | Han Grijzenhout Gilbert Marmenhout (tot november 1981)                                                          |